# Vladimir Koev
Vladimir Koev (né le 31 août 1979 en Bulgarie) est un coureur cycliste bulgare, professionnel de 2006 à 2011. Il est suspendu jusqu'au 18 juin 2018.

## Biographie
Vladimir Koev devient professionnel en 2006. 
En juin 2006, il est contrôlé positif au stanozolol et est suspendu pour deux ans. 
En juin 2010, il est à nouveau testé positif, cette fois à l'heptaminol. Récidiviste, il écope d'une suspension de huit ans et ses résultats obtenus après la date du contrôle positif sont annulés.

## Palmarès
- 2001
  - 2e du championnat de Bulgarie sur route
- 2003
  - 2e du Grand Prix de Meaux
- 2004
  - Prix de Cramant[5]
  - Tour du Canton de Montlhéry :
    - Classement général
    - 1re étape[5]

  - Tour de Roumanie
  - Tour du Canton de Bricquebec[5]
  - 2e du Prix de Mortagne-au-Perche
  - 2e du Circuit des Matignon
  - 2e du Challenge Mayennais
  - 2e du Circuit des Remparts
  - 3e du Grand Prix de Nogent-sur-Oise
  - 3e des Boucles du Sud de l'Aisne
  - 3e de Paris-Auxerre
- 2005
  - 1re étape du Tour de Macédoine
- 2006
  - 5e étape du Tour de Grèce
  - 2e des Paths of King Nikola
  - 2e du Tour de Grèce
  - 3e du championnat de Bulgarie du contre-la-montre
- 2009
  -  Champion des Balkans du contre-la-montre
  - 3ea étape du Tour de Szeklerland (contre-la-montre)
  - 2e du Tour de Roumanie
  - 2e du championnat de Bulgarie sur route
  - 2e du Tour de Bulgarie
  - 3e du Tour of Vojvodina II
- 2010
  - Paths of King Nikola :
    - Classement général
    - 1re étape

  - 2e du Grand Prix Kranj

## Classements mondiaux
| Année           | 2006 | 2007 | 2008 | 2009 | 2010 | 2011 |
| --------------- | ---- | ---- | ---- | ---- | ---- | ---- |
| UCI Europe Tour | 203e |      |      | 126e | 31e  | 90e  |